# بشدرة (غلامان)
بشدرة (بالفارسية: بشدره) هي قرية تقع في إيران في قسم غلامان الريفي. يقدر عدد سكانها بـ 517 نسمة .